# Beukenzwartkever
De beukenzwartkever (Melandrya caraboides) is een keversoort uit de familie zwamspartelkevers (Melandryidae). De wetenschappelijke naam van de soort werd in 1761 gepubliceerd door Linnaeus.